# Ванькович, Роман Леопольдович
Роман Леопольдович Ванькович (бел. Раман Леапольдавіч Ваньковіч; род. 1 февраля 1937, д. Деревная, Столбцовский повет, Новогрудское воеводство, Польская Республика) — работник советского сельского хозяйства, звеньевой колхоза «Красная звезда» Столбцовского района Минской области, Белорусская ССР. Герой Социалистического Труда (1973).

## Биография
С 1961 года — звеньевой механизированого звена по выращиванию картошки в колхозе «Красная Звезда» Столбцовского района.
Указом Президиума Верховного Совета СССР от 12 декабря 1973 года за успехи в производительности и заготовке сельскохозяйственных продуктов удостоен звания Героя Социалистического Труда с вручением ордена Ленина и золотой медали «Серп и Молот».
С 1976 года состоял членом Центрального Комитета Коммунистической партии Беларуси (КПБ), с 1975 года избирался депутатом Верховного Совета БССР.